# David Morton
Pas d'image ? Cliquez ici

b Matchs officiels uniquement.
David Simson Morton, né le 23 juillet 1861 et mort le 7 mai 1937 à Glasgow, est un joueur de rugby à XV international écossais évoluant au poste d'avant. Après sa carrière internationale, il officie en tant qu'arbitre.

## Biographie
David Morton obtient sa première cape le 19 février 1887 contre l'Irlande. Il dispute un total de neuf matchs sous le maillot écossais. Après sa carrière de joueur, il officie comme arbitre notamment lors de la première victoire du pays de Galles à domicile contre l'Angleterre lors du Tournoi britannique 1893.
En 1892, il devient le 20e président de la Fédération écossaise de rugby à XV.

## Palmarès
David Morton remporte le Tournoi britannique deux fois en 1887 et 1890 sans pour autant remporter la Triple couronne. En 1890, la victoire est partagée avec l'Angleterre.
| Édition                  | Rang | Résultats Galles | Résultats D. Morton | Matchs D. Morton |
| ------------------------ | ---- | ---------------- | ------------------- | ---------------- |
| Tournoi britannique 1887 | 1    | 2 v, 1 n, 0 d    | 2 v, 1 n, 0 d       | 3/3              |
| Tournoi britannique 1888 | -    | 1 v, 0 n, 1 d    | 1 v, 0 n, 1 d       | 2/2              |
| Tournoi britannique 1889 | -    | 2 v, 0 n, 0 d    | 2 v, 0 n, 0 d       | 2/2              |
| Tournoi britannique 1890 | 1    | 2 v, 0 n, 1 d    | 1 v, 0 n, 1 d       | 2/3              |

Légende : v = victoire ; n = match nul ; d = défaite ; la ligne est en gras quand il y a grand chelem.

## Statistiques en équipe nationale
En quatre ans, David Morton dispute neuf matchs avec l'équipe d'Écosse et marque trois essais sans pour autant marquer un seul point. Il participe à quatre tournois britanniques. Il est capitaine du XV du chardon à deux reprises en 1889.
| Année | Compétition         | Matchs | Points | Essais | Ang | Gal | Irl |
| ----- | ------------------- | ------ | ------ | ------ | --- | --- | --- |
| 1887  | Tournoi britannique | 3      | -      | 3      | 1   | 1   | 1   |
| 1888  | Tournoi britannique | 2      | -      | -      | -   | 1   | 1   |
| 1889  | Tournoi britannique | 2      | -      | -      | -   | 1   | 1   |
| 1890  | Tournoi britannique | 2      | -      | -      | 1   | -   | 1   |
| Total | Total               | 9      | 0      | 3      | 2   | 3   | 4   |